# După Prolog
Past Prologue este al treilea episod din serialul de televiziune american Star Trek: Deep Space Nine. A avut premiera la 10 ianuarie 1993. În acest episod un terorist Bajoran, ce are legături cu Kira, sosește pe Deep Space Nine, dar este urmărit de cardassieni.

## Prezentare
Tahna Los se refugiază pe Deep Space Nine cerând azil politic. Cardassieni care-l urmăresc, îi cer lui Sisko să-l predea deoarece este membru al organizației teroriste bajorane Kohn-Ma care a ucis mulți cardassieni.